# Смит, Элдер и Ко
Смит, Э́лдер и Ко — британская издательская компания XIX века.

## История
Фирма была основана в 1816 году шотландцем Джорджем Смитом (1789—1846) и Александром Элдером (1790—1876) и успешно продолжена Джорджем Мюрреем Смитом (1824—1901). Компания изначально работала в качестве книжного и канцелярского дилера на улице Фенчерч в Лондоне. С 1819 года они занимались публикацией книг и журналов. Известна изданием популярных произведений викторианских писателей и поэтов, а также изданием первого «Словаря национальной биографии».
В 1824 году фирма переехала на Корнхилл, 65.
В 1838 году сын Джорджа Смита, Джордж Мюррей Смит (1824—1901), взял на себя управление подразделением, ответственным за публикацию, и после смерти своего отца в 1846 году, и его место в издательстве. в 1869 году компания «Смит, Элдер и Ко» переместилась на площадь Ватерлоо, 15. Под его руководством компания очень успешно развивалась и открыла филиал в Мумбаи и агентства на острове Ява и на западном побережье Африки. Они касались банковских операций и экспорта книг.
О Джордже Мюррее отзывались как о почётном, трудолюбивом и проницательном предпринимателе, предлагавшим авторам щедрые выплаты.
В 1850-х Джон Рёскин познакомил Смита и писателя Уилки Коллинза с целью публикации романа «Антонина». Смит отказался, не желая выпускать классический роман, однако выпустил книгу After dark Коллинза в 1856 году. Фирма добилась своего первого крупного успеха после публикации «Джейн Эйр» Шарлотты Бронте в 1847 году под псевдонимом Currer Bell. Издательство также публиковало Роберта Браунинга, Джорджа Элиота, Элизабет Гаскелл, Томаса Харди, Ричарда Джеффериса, Джорджа Макдональда, Чарльза Рида, Джона Рёскина, Алджернона Чарльза Суинбёрна, Альфреда Теннисона, Джорджа Гиссинга и других. Кроме того, начиная с 1841 года, они выпускали журналы «Лондон» и «Эдинбург». Начиная с 1859 года (или 1860), они публиковали авторский журнал «Корнхилл» и журнал «Pall Mall Gazette» с 1865 года. Оба журнала были основаны Джорджем Мюрреем.
В 1916 году компания была приобретена издательством Джон Мюррей.

## Опубликованные работы
- С первого по пятый том The Comic Offering, Луиза Генриетта Шеридан, 1831—1835
- Friendship’s Offering, 1837
- Illustrations of the Zoology of South Africa, Эндрю Смит, 1838—1850
- The Zoology of the Voyage of H.M.S. Beagle. Mammalia, Джордж Роберт Уотерхаус, 1838—1839
- Zoology of the Voyage of the Beagle, Чарльз Дарвин, 1838
- Modern Painters, Джон Рёскин, 1843
- Джейн Эйр, Шарлотта Бронте, 1847
- The King of the Golden River, Джон Рёскин, 1851
- The History of Henry Esmond, Уильям Мейкпис Теккерей, 1852
- Villete, Шарлотта Бронте, 1853
- After dark, Уилки Коллинз, 1856
- The Ring and the Book, Роберт Браунинг, 1868—1869
- Dictionary of National Biography, Лесли Стивен, 1885—1901
- Voyage of the Discovery (2 тома), Роберт Фолкон Скотт, 1905
- Англо-бурская война, Артур Конан Дойл
- Morocco in Diplomacy, Эдмунд Дене Морель, 1912
- Jane Austen: Her Life and Letters, A Family Record, Вильям и Ричард Артур Остин-Ли, 1913
- Scott’s Last Expedition, Том I and II, Роберт Фолкон Скотт, 1913